# Lijst van bisdommen van de Servisch-Orthodoxe Kerk

Bisdommen en provincies van de Servisch-Orthodoxe Kerk in het voormalige Joegoslavië.

Bisdommen van de Servisch-Orthodoxe Kerk in Europa.

Bisdommen van de Servisch-Orthodoxe Kerk in Noord-Amerika.

Dit is een lijst van bisdommen van de Servisch-Orthodoxe Kerk.
Deze bestaat uit:
- 6 metropolieën, met aan het hoofd een metropoliet.
- 31 bisdommen, met aan het hoofd een bisschop.
- 1 autonoom aartsbisdom, met aan het hoofd een aartsbisschop, het autonoom aartsbisdom van Ohrid. Dit is onderverdeeld in 1 metropolie en 6 bisdommen.

Bisdommen van de Servisch-orthodoxe Kerk in de Republiek Macedonië (orthodox aartsbisdom van Ohrid) zijn dezelfde als die van de Macedonisch-Orthodoxe Kerk.

## InServië
- metropolie/aartsbisdom Belgrado en Karlovci (zetel: Belgrado)  (inbegrepen Klooster van Pećka Patrijaršija)

1. bisdom Banaat  (zetel: Vršac)
2. bisdom Bačka  (zetel: Novi Sad)
3. bisdom Braničevo (zetel: Požarevac)
4. bisdom Vranje (zetel: Vranje)
5. bisdom Žiča (zetel: Klooster van Žica nabij Kraljevo)
6. bisdom Mileševa (zetel: Klooster Mileševa) (inbegrepen Klooster van de Heilige Drie-eenheid in Montenegro).
7. bisdom Niš (zetel: Niš)
8. bisdom Ras en Prizren (zetel: Prizren)
9. bisdom Srem (zetel: Sremski Karlovci)
10. bisdom Timok (zetel: Zaječar)
11. bisdom Šabac (zetel: Šabac)
12. bisdom Valjevo (zetel: Valjevo)
13. bisdom Šumadija (zetel: Kragujevac)

## InMontenegro
- metropolie Montenegro en de Littoral (zetel: Cetinje)

1. bisdom Mileševska,Klooster van de Heilige Drie-eenheid , Pljevlja
2. bisdom Budimlje-Nikšić (zetel: Klooster Đurđevi Stupovi , Berane)

## InBosnië en Herzegovina
- metropolie Dabar-Bosnia (zetel: Sarajevo)

1. bisdom Banja Luka (zetel: Banja Luka)
2. bisdom Bihać-Petrovac (zetel: Bosanski Petrovac)
3. bisdom Zachlumia en Herzegovina (zetel: Klooster Tvrdoš nabij Trebinje)
4. bisdom Zvornik en Tuzla (zetel: Bijeljina; tijdelijke zetel: Tuzla)

## InKroatië
- metropolie Zagreb en Ljubljana (zetel: Zagreb) (voor Geheel Italië en Geheel Slovenië)

1. bisdom Opper-Karlovac (zetel: Karlovac)
2. bisdom Dalmatië (zetel: Šibenik)
3. bisdom Osječko polje en Baranja (zetel: Dalj)
4. bisdom Slovenië (zetel: Daruvar)

## InRoemenië
1. bisdom Timișoara (zetel: Timișoara)

## InNoord-Macedonië
Het autonoom aartsbisdom Ohrid of orthodox aartsbisdom Ohrid is een autonoom aartsbisdom in Noord-Macedonië onder de jurisdictie van de Servisch-orthodoxe Kerk. Het is gevormd in 2002 tegen de Macedonisch-orthodoxe Kerk. De Macedonisch-orthodoxe Kerk had eenzelfde relatie met de Servisch-orthodoxe Kerk vóór 1967, toen het zich eenzijdig autocefaal verklaarde.
- autonoom aartsbisdom Ohrid (zetel: Ohrid) (exarchaat Ohrid en Veles-Povardarje, Velika, Polog-Kumanovo, Dremvica en Bitola)

1. aartsbisdom Ohrid en metropolie Skopje
2. bisdom Polog en Kumanovo (zetel: Kumanovo)
3. bisdom Prespa en Pelagonia
4. bisdom Bregalnica
5. bisdom Debar en Kičevo
6. bisdom Veles en Povardarje (zetel: Vardar)
7. bisdomn Strumica

## InEuropa
1. bisdom Groot-Brittannië en Scandinavië (zetel: Stockholm) (voor Groot-Brittannië, Noorwegen, Zweden, Finland en Denemarken)
2. bisdom Boeda (zetel: Szentendre) (voor Hongarije, Tsjechië en Slowakije)
3. bisdom West-Europa (zetel: Parijs) (voor Frankrijk, België, Luxemburg, Nederland en Spanje)
4. bisdom Centraal-Europa (zetel: Klooster Hildesheim-Himmelsthür) (voor Duitsland)
5. bisdom Oostenrijk en Zwitserland (zetel Wenen) (voor Oostenrijk en Zwitserland en Italië)
6. bisdom Timișoara (zetel Timișoara) (voor Roemenië)

## InAmerika(Servisch-orthodoxe Kerk in deVerenigde StatenenCanada)
1. metropolie van de Midden-Westelijke regio van de Verenigde Staten (zetel: Klooster Heilige Sava in Libertyville)
2. bisdom van de Oostelijke regio van de Verenigde Staten (zetel: Pittsburgh nabij Edgeworth)
3. bisdom van de Westelijke regio van de Verenigde Staten (zetel: Alhambra)
4. bisdom Canada (zetel: Hamilton)
5. metropolie Nieuw-Gračanica, bisdom van de Verenigde Staten en Canada (voorheen het bisdom voor de Verenigde Staten en Canada van de voormalige Vrije Servisch-Orthodoxe Kerk, na een scheuring in de Servisch-Orthodoxe Kerk tussen 1963 en 1992, waarbij zij niet in volledige communio waren met de Servische patriarch) (zetel: Klooster Meest Heilige Moeder van God in Grayslake)

## InAustraliëenOceanië
1. bisdom Australië en Nieuw-Zeeland (zetel: Klooster Nieuw Kalenic in Hall nabij Canberra)